# Young Guns (bài hát của Lewi White)
"Young Guns" là đĩa đơn đầu tay của nhà sản xuất âm nhạc người Anh Lewi White, với sự góp mặt của Ed Sheeran, Yasmin, Griminal và Devlin. Nó được phát hành vào ngày 8 tháng 7 năm 2011 dưới dạng tải kĩ thuật số tại Vương quốc Anh. Một video âm nhạc đi kèm cũng được đăng tải trên YouTube vào ngày 10 tháng 6 năm 2011. Video do Carly Cussen làm đạo diễn.

## Danh sách track
| EP kĩ thuật số | EP kĩ thuật số                    | EP kĩ thuật số |
| STT            | Nhan đề                           | Thời lượng     |
| -------------- | --------------------------------- | -------------- |
| 1.             | "Young Guns" (Full Version)       | 3:31           |
| 2.             | "Young Guns" (Full Instrumental)  | 3:31           |
| 3.             | "Young Guns" (Radio Edit)         | 3:18           |
| 4.             | "Young Guns" (Radio Instrumental) | 3:18           |
| 5.             | "Young Guns" (Music Video)        | 3:24           |

## Xếp hạng
| Xếp hạng (2011)                        | Vị trí cao nhất |
| -------------------------------------- | --------------- |
| Anh Quốc Indie (OCC)                   | 10              |
| Anh Quốc (The Official Charts Company) | 86              |

## Lịch sử phát hành
| Khu vực        | Ngày phát               | Định dạng       | Hãng đĩa    |
| -------------- | ----------------------- | --------------- | ----------- |
| Vương quốc Anh | ngày 8 tháng 7 năm 2011 | Tải kĩ thuật số | 360 Records |